# Trematopygodes aprilinus
Trematopygodes aprilinus är en stekelart som först beskrevs av Giraud 1872.  Trematopygodes aprilinus ingår i släktet Trematopygodes och familjen brokparasitsteklar. Arten är reproducerande i Sverige. Inga underarter finns listade i Catalogue of Life.